# セルヒオ・ダニエル・エスクデロ
セルヒオ・ダニエル・エスクデロ（スペイン語: Sergio Daniel Escudero, 1983年4月12日 - ）は、アルゼンチン・ブエノスアイレス州出身の元サッカー選手。現役時代のポジションはミッドフィールダー、ディフェンダー。

## クラブ歴
2003年に4部のラシンACで選手となった。2004年には同じく4部のCAアルバラドに移籍。
2005年には1部、プリメーラ・ディビシオンに所属するクラブ・オリンポに移籍。2005-06シーズン終了とともにクラブは2部のプリメーラB・ナシオナルに降格となったが、彼はクラブに残留した。2006-07シーズンのアペルトゥーラで優勝、クラブのプリメーラ復帰に貢献した。
2007年にはCAインデペンディエンテに移籍するもリーグで僅か7試合の出場に止まり、AAアルヘンティノス・ジュニアーズに移籍した。2008年12月22日には140万ユーロでSCコリンチャンス・パウリスタに移籍。その後不調となり、2010年6月にアルヘンティノスに復帰し、その後完全移籍でアルヘンティノスに復帰した。
2012年にコリチーバFCに移籍。2014年にはレンタル移籍でクリシューマECにも加入した。その後、インディペンディエンテに復帰したものの出場機会は乏しく、CAベルグラーノに移籍した。
2016年にキルメスACに移籍した。

## タイトル
オリンポ
- プリメーラB・ナシオナル : 2006-07A

コリンチャンス・パウリスタ
- コパ・ド・ブラジル : 2009
- カンピオナート・パウリスタ : 2009

コリチーバ
- カンピオナート・パラナエンセ : 2013